# فرودگاه صحرایی ملروئه گوینر–روگر
فرودگاه صحرایی ملروئه گوینر-روگر (به انگلیسی: Gwinner-Roger Melroe Field) یک فرودگاه همگانی بهره‌برداری هوایی با کد یاتا GWR است که یک باند فرود آسفالت دارد و طول باند آن ۱۵۲۰ متر است. این فرودگاه در کشور ایالات متحده آمریکا قرار دارد و در ارتفاع ۳۸۶ متری از سطح دریا واقع شده است.